# Деймек, Казимеж

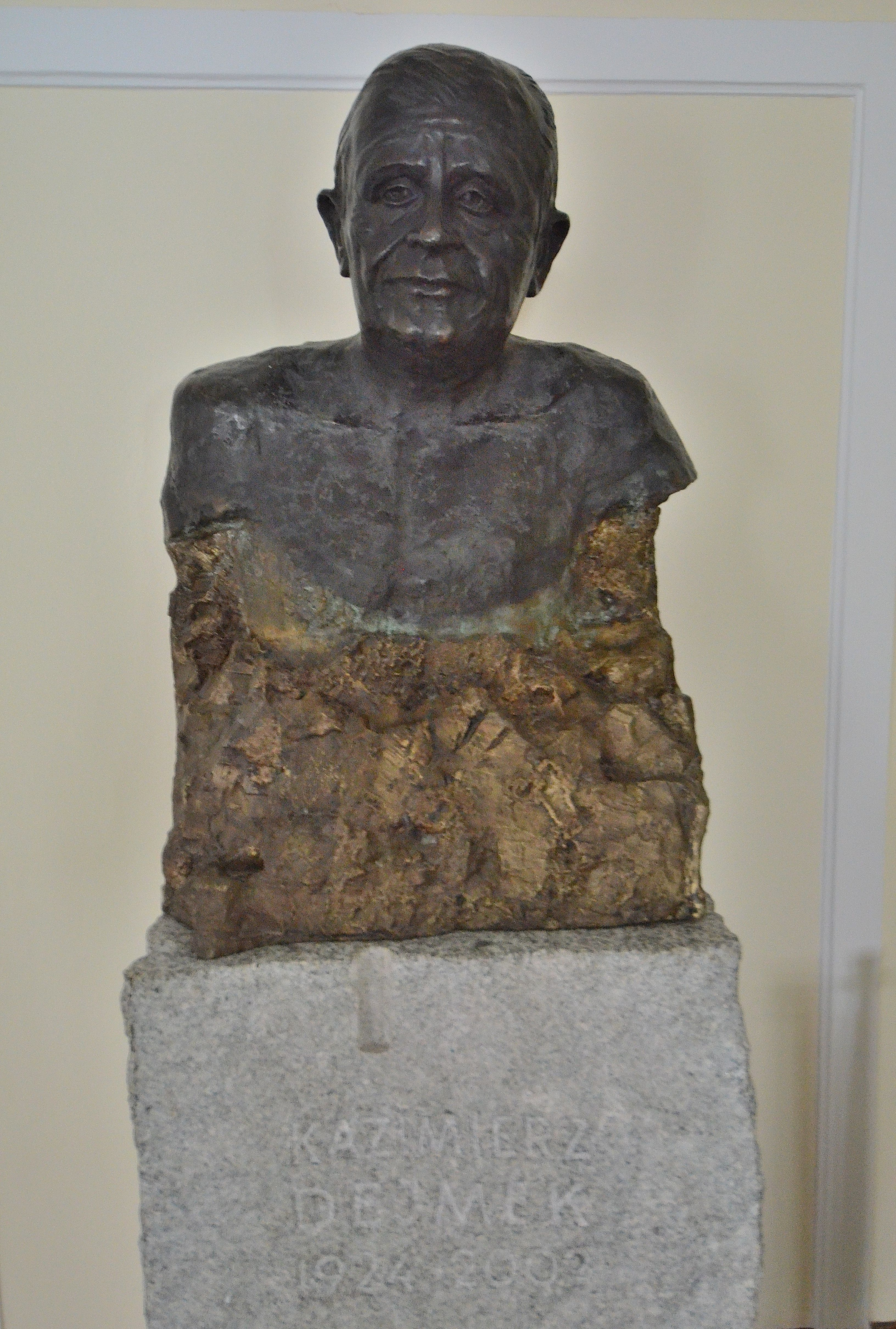
Бюст Казимежа Деймека в Польском театре в Варшаве

Казимеж Деймек (пол. Kazimierz Dejmek; 17 мая 1924, Ковель, Польская Республика — 31 декабря 2002, Варшава) — польский театральный режиссёр и актёр, государственный и общественный деятель, министр культуры и искусства Польши (1993—1996), депутат сейма Польши (1993—1997). Заслуженный деятель культуры Польши (1981). Лауреат Государственной премии ПНР (1953, 1955, 1984)

## Биография
Чех по происхождению. Во время Второй мировой войны участвовал в движении сопротивления. Боец Армии Крайовой с 1943 года.
В 1946 году экстерном сдал экзамены по специальности драматический актёр. В 1947 году дебютировал на театральной сцене. В 1949 году поступил в Киношколу в Лодзи. Играл на сценах театров Жешува, Еленей-Гуры и Лодзи.
В 1949‒1961 годах — организатор и руководитель «Театра Новы» в Лодзи, где поставил: «Бригада шлифовальщика Каргана» Кани (1949), «Гроза» Островского (1952), «Баня» Маяковского (1954), «Юлий Цезарь» Шекспира (1960), мистерию «История о преславном воскресении господнем» Миколая из Вильковецка (1961) и др.
В 1962‒1968 годах — директор и художественный руководитель Национального театра в Варшаве.
Среди значительных постановок в этом театре ‒ «Слово о Якобе Шеле» Ясеньского (1962), где органически объединены традиции народного площадного зрелища и революционного агитационного театра. Актуальным публицистическим звучанием характеризуются спектакли «Кордиан» Словацкого (1965), «Наместник» Хоххута (1966).
25 ноября 1967 года в честь празднования 50-летия Октябрьской революции поставил спектакль по поэме Адама Мицкевича «Дзяды», который властями ПНР был признан как «антироссийский» и «антисоветский», и первый секретарь ЦК Польской объединённой рабочей партии Владислав Гомулка публично обрушился на создателей постановки. 30 января 1968 года спектакль был снят с показа. Это решение вызвало студенческие протесты и демонстрации, предшествовавшие мартовским событиям 1968 года. Казимеж Деймек был исключен из Польской объединённой рабочей партии (в которой он состоял с 1951 года), а затем уволен с должности директора Национального театра.
C 1968 года ставил спектакли не только в Польше, но и за рубежом: в Осло, Дюссельдорфе, Белграде, Милане, Вене.
В 1969 году в варшавском театре «Атенеум» поставил пьесу А. П. Чехова «Дядя Ваня», создав спектакль большой драматической силы.
В 1981—1995 годах он был директором и художественным руководителем Польского театра в Варшаве, где поставил, среди прочего пьесы С. Мрожека: «Посол» (1981 и 1987), «Вацлава» (1982), «Летний день» (1984), «Контракт» (1986), «Портрет» (1987) и «Счастливое событие» (1993).
К. Деймек ‒ ученик Л. Шиллера, развивал принципы монументального по форме театра, насыщенного большим социальным содержанием.
Был избран депутом Сейма от Польской крестьянской партии (1993—1997). В 1993—1996 годах работал министром культуры и искусства Польши.

## Награды
- Орден «Знамя Труда» II степени (1952)
- Государственная премия ПНР (1953)
- Медаль «10-летие Народной Польши» (1955)
- Офицерский крест Ордена Возрождения Польши (1955)
- Государственная премия ПНР (1955)
- Премия им. Тадеуша Бой-Желеньского (1957)
- Командорский крест Ордена Возрождения Польши (1959)
- Знак Тысячелетия польского государства (1967)
- Премия факультета культуры и искусства города Лодзи за выдающиеся достижения в области культуры и искусства (1976)
- Премия Тадеуша Бой-Желеньского за постановку оперетты Витольда Гомбровича в Новом театре в Лодзи (1976)
- Премия Гердера за вклад в европейскую культуру (1978)
- Заслуженный деятель культуры Польши (1981)
- Премия министра культуры и искусства I степени за художественные достижения в области режиссуры (1981)
- Медаль 40-летия Народной Польши (1984)
- Государственная премия ПНР за выдающиеся режиссерские и театральные достижения польского современного искусства (1984)
- Премия театральных критиков им. Станислава Игнация Виткевича (1984)
- Почётный знак «За заслуги перед национальной культурой» (1987)
- Большой Крест Ордена Возрождения Польши (1989)
- Премия «Kowadło» за выдающийся вклад в развитие театрального искусства (1993)
- Почётный знак Польского авторского общества ZAiKS (1993)
- Почётный гражданин города Лодзь (2000)
- Доктор honoris causa Лодзинского университета (2002)